# ميكا يوشيكاوا
ميكا يوشيكاوا (باليابانية: 吉川美香؛ بالكانا: よしかわ みか) هي منافسة ألعاب القوى يابانية، ولدت في 16 سبتمبر 1984.

## وصلات خارجية
- ميكا يوشيكاوا على موقع الاتحاد الدولي لألعاب القوى (الإنجليزية)
- ميكا يوشيكاوا على موقع أوليمبيديا (الإنجليزية)